# Brexit

Ligging van het Verenigd Koninkrijk (donkergroen) ten opzichte van de Europese Unie (lichtgroen)

De Brexit is het proces van uittreden van het Verenigd Koninkrijk (VK) uit de Europese Unie (EU) dat op 31 januari 2020 in werking trad. Daarmee kwam na 47 jaar een einde aan het lidmaatschap van het VK van de EU en haar voorgangers, de Europese Gemeenschappen. Het was de eerste keer in de geschiedenis van de EU dat een lidstaat vrijwillig terugtrad uit de Unie. Het woord Brexit is ontstaan in het gewone taalgebruik als samenvoeging van de woorden 'British' en 'exit' (Brits vertrek). 
De aanleiding voor de Brexit was een raadgevend referendum onder de Britse bevolking dat op 23 juni 2016 werd gehouden. Bij dat referendum, een verkiezingsbelofte van de Conservatieve premier David Cameron, koos 51,9% van de stemmers voor een vertrek uit de EU. Cameron, die zelf campagne had gevoerd om in de EU te blijven, trad direct daarna af. Hij werd opgevolgd door Theresa May. De Britse regering gaf de EU op 29 maart 2017 formeel kennis van het voornemen tot uittreden, en kreeg volgens de regels van het Verdrag van Lissabon vervolgens twee jaar de tijd om tot een uittredingsakkoord te komen.
Vanaf het begin was het een moeizaam onderhandelingsproces. De Britten die waren opgekomen in het referendum hadden zich, met een krappe meerderheid, vóór een vertrek uitgesproken, maar over de invulling daarvan liepen de meningen uiteen, van een nauwe samenwerking binnen de Europese Vrijhandelsassociatie tot een harde breuk met tal van Europese gemeenschappelijke regelingen en markten. Het onderwerp leidde tot grote spanningen binnen de Britse samenleving en binnen politieke partijen. Die spanningen gingen niet aan Engeland, Schotland, Wales en Noord-Ierland, de vier landen die deel uitmaken van het Verenigd Koninkrijk, voorbij. Ook de mogelijke gevolgen voor het Goedevrijdagakkoord en het Noord-Ierse vredesproces bleven een punt van zorg, net als de verdeling van de kosten van een 'scheidingsrekening'. De 27 overgebleven lidstaten van de EU moesten ondertussen eenstemmig besluiten, en hadden geen ervaring met onderhandelingen over een uittredingsakkoord.
De beoogde uittredingsdatum op 29 maart 2019, twee jaar na de formele aankondiging, werd niet gehaald. May moest om uitstel vragen nadat het uittredingsakkoord dat ze bijeen had onderhandeld keer op keer werd weggestemd door haar eigen parlement. Na de derde nee-stem maakte May haar vertrek bekend. Ze trad diezelfde zomer af, op 24 juli 2019. Ze werd opgevolgd door Boris Johnson, die op 17 oktober 2019 een nieuw akkoord met de Europese Unie tot stand bracht. Op 12 december 2019, bij de vervroegde Lagerhuisverkiezingen, wonnen de Conservatieven zoveel zetels in het Britse parlement dat Johnson een stabiele meerderheid kreeg voor zijn uittredingsakkoord. Het akkoord werd op 9 januari 2020 goedgekeurd door het Britse Lagerhuis, op 22 januari door het Britse Hogerhuis en op 29 januari door het Europees Parlement. Daarmee was na drie keer uitstel de weg definitief vrij voor Brits vertrek uit de EU per 31 januari 2020 om klokslag 24:00 (Midden-Europese Tijd).
De Britse regering koos voor een 'harde' Brexit: het land trok zich terug uit de Europese douane-unie en uit de Europese interne markt. Na een overgangsperiode, van 31 januari 2020 tot 1 januari 2021, wordt de verhouding tussen de Britten en de EU vormgegeven door een handels- en samenwerkingsakkoord.

## Achtergrond
Op 1 januari 1973 trad het Verenigd Koninkrijk toe tot de Europese Gemeenschappen (EG). Het Britse lidmaatschap bleef echter vanaf het begin een omstreden kwestie in het Verenigd Koninkrijk zelf. Vanaf de toetreding bleef het land stelselmatig voor zichzelf uitzonderingen bedingen op Europese regelgeving. In 1975 werd er al een eerste referendum gehouden over dit lidmaatschap. Een meerderheid van het Britse volk steunde toen de continuering van het lidmaatschap.
Begin 21e eeuw werd de controverse verscherpt door de uitbreiding van de EU met een aantal Oost-Europese staten in 2004. Deze zorgde voor een toename in de immigratie naar het VK, mede omdat de Britse regering besloot zonder de optionele transitieperiode arbeidsmigratie uit deze landen toe te staan. In april 2016 stond de teller op drie miljoen immigranten vanuit EU-landen (nog steeds minder dan de helft van de allochtone bevolking), gemiddeld veel hoger opgeleid dan de autochtone bevolking. Hoewel ze werd verdedigd met een liberaal-kosmopolitisch beroep op het "Europese ideaal", was de beslissing om immigratie maximaal toe te staan tevens ingegeven door het gebrek aan een hoogopgeleide beroepsbevolking (door jarenlange onderinvestering in onderwijs) en de wens om zo "competitiever" te worden
Dit leidde tot een anti-immigratiesentiment onder de Britse arbeidersklasse, dat tijdens en na het referendum duidelijk (soms met geweld) geuit werd. Dit ongenoegen werd al eerder expliciet gemaakt in het verkiezingsprogramma van de UK Independence Party (UKIP), die in 2014 in het VK ruim een kwart van de stemmen kreeg bij de Europese verkiezingen.

## Referendum over lidmaatschap (2016)

### Aanloop
Na de Lagerhuisverkiezingen van 2015 beloofde de herkozen premier David Cameron een bindend referendum te houden over het Britse lidmaatschap van de EU. Hiermee willigde hij een belofte in uit het verkiezingsprogramma van zijn Conservatieve Partij. Bovendien poogde Cameron zo het politieke succes van UKIP af te snijden. Het referendum werd officieel aangekondigd tijdens de Queen's Speech op 27 mei 2015. Premier Cameron gaf aan voor een continuerend lidmaatschap te zijn, mits er werd tegemoetgekomen aan zijn onderhandelingsvoorwaarden. Na overleg daarover met vertegenwoordigers van de EU in Brussel gaf hij aan tevreden te zijn. Op 20 februari 2016 kondigde hij aan dat het referendum plaats zou vinden op 23 juni 2016.
Cameron liet leden van het kabinet vrij om te kiezen of ze zich bij de voor- of de tegenstanders van het officiële kabinetsstandpunt wilden aansluiten. Zestien van hen, onder wie naast Cameron zelf ook George Osborne en Theresa May, waren voor 'remain' (in de EU blijven). De vijf die kozen voor 'leave' (uit de EU stappen) waren Michael Gove, Iain Duncan Smith, John Whittingdale, Theresa Villiers en Chris Grayling. De campagne werd geleid door twee onafhankelijke organisaties: Britain Stronger in Europe en Vote Leave.
In oktober 2015 werd Dominic Cummings campagnedirecteur van de net opgerichte organisatie Vote Leave. Hij zou de slogan "Take Back Control" bedacht hebben en hij was verantwoordelijk voor de algemene campagnestrategie. Begin 2016 verlieten Cummings en CEO Matthew Elliott de organisatie vanwege onderlinge twisten.
Peilingen die werden gehouden vanaf 2010 lieten zien dat het Britse volk verdeeld was over de kwestie. In november 2012 was een meerderheid voor uittreding, terwijl in juni 2015 een meerderheid aangaf voor continuering van het EU-lidmaatschap te zijn. Een peiling met het grootste aantal respondenten ooit in het Verenigd Koninkrijk gehouden over het onderwerp (20.000 in maart 2014) had als uitslag dat 41% voor terugtreding was, 41% voor lidmaatschap en dat 18% het niet wist. Als het Verenigd Koninkrijk echter betere voorwaarden zou weten te onderhandelen, zou meer dan 50% voor continuering van het EU-lidmaatschap stemmen.
In de maanden voorafgaand aan het referendum verschenen er namens grote (bedrijfs)organisaties en andere sectoren van de samenleving paginagrote advertenties in de kranten met een oproep om voor of tegen het referendum te stemmen. Diverse 'celebrities' uitten zich eveneens publiekelijk als voor- of tegenstander.

### Uitslag en aanvechtingen

Referendumuitslag per district.
Meerderheid voor in de EU blijven
Meerderheid voor uittreden Man en de Kanaaleilanden behoren niet tot het Verenigd Koninkrijk (en zijn geen lid van de EU); Gibraltar wel.

De ochtend na het referendum bleek het brexitkamp te hebben gewonnen met 51,9% van de stemmen bij een opkomst van 72,2% (33,5 miljoen stemmers); 48,1% stemde voor blijven.
Opvallend bij deze uitslag is het verschil tussen Engeland en Wales enerzijds, waar telkens een meerderheid van ongeveer 53% voor de brexit koos en Schotland en Noord-Ierland anderzijds, waar het "remain"-kamp een meerderheid behaalde (in Schotland zelfs in alle kiesdistricten). Ook Londen, een financieel centrum dat een groot deel van zijn omzet uit continentaal Europa haalt, stemde in meerderheid ervoor om in de EU te blijven.
Meer dan vier miljoen mensen tekenden in de eerste dagen na het referendum een petitie voor een nieuw referendum. Zij waren van mening dat bij het vorige referendum te weinig mensen gestemd hadden en er te weinig echte voorstanders waren van een vertrek uit de EU om de uitslag geldig te verklaren. Zij vonden dat er een nieuw referendum gehouden moest worden waar minstens 75% kiesgerechtigden aan mee moesten doen en minimaal 60% van de kiezers voor of tegen gestemd moest hebben om de uitslag geldig te verklaren.
De petitie werd, zoals wettelijk vereist, door het parlement behandeld, maar de Britse overheid gaf al binnen enkele dagen aan dat van een tweede referendum geen sprake zou zijn. Daarna ging het verzet niet liggen. Op 20 oktober 2018 liepen in Londen ca. 700.000 mensen, met name jongeren, mee met de "People's Vote March", een protestmars tegen de brexit. Zij eisten een tweede referendum over de brexit, hoewel May al had aangegeven dat dit was uitgesloten. Een nieuwe petitie haalde in 2019 meer dan 6 miljoen handtekeningen, maar bleef opnieuw zonder politieke gevolgen.
Op 14 september 2018 besliste het hooggerechtshof in het Verenigd Koninkrijk dat de kiescommissie, die moest toezien op het eerlijk verloop van het referendum, beslissingen had genomen ten faveure van de Vote Leave-campagne. De Vote Leave-beweging had de maximaal toelaatbare hoeveelheid campagnegeld al uitgegeven, maar kreeg onterecht, zo was gebleken, toestemming om onder meer £ 620.000 door te schuiven naar pressiegroepen die ook voorstanders van Brexit waren, en nu dus konden adverteren.

### Directe politieke gevolgen in het Verenigd Koninkrijk
Doordat premier Cameron campagne had gevoerd voor de optie "remain" was zijn positie erg wankel geworden. Enkele uren na de definitieve uitslag maakte hij bekend uiterlijk in oktober af te zullen treden als premier en partijleider, omdat hij zichzelf niet de geschikte persoon vond om het land uit de EU te leiden. Van de drie actiefste brexit-voorvechters in de Conservatieve Partij stelde Boris Johnson zich niet kandidaat voor de opvolging van Cameron. Michael Gove viel in de tweede ronde af en Andrea Leadsom trok zich vervolgens terug. Daardoor werd al op 13 juli 2016 Theresa May de opvolger van Cameron als partijleider en premier. Tijdens de campagne voor het referendum had May zich in het "remain"-kamp geschaard, maar zij maakte bij haar aantreden als premier duidelijk dat voor haar de kiezersuitspraak bindend was ("Brexit means Brexit"). In september 2016 stopte Cameron ook als backbencher in het Lagerhuis.
Nigel Farage maakte op 4 juli 2016 zijn aftreden als UKIP-leider bekend, omdat – naar eigen zeggen – zijn doel was bereikt nu zijn jarenlange streven naar een brexit met succes was bekroond.
De positie van Jeremy Corbyn, de leider van de grootste oppositiepartij, de Labour Party, werd na de uitkomst van het referendum omstreden. Hij was voorstander van blijven in de EU, maar een deel van zijn fractie vond dat hij zich daarvoor onvoldoende had ingezet; Corbyn had, in tegenstelling tot de rechtse vleugel binnen zijn partij, geweigerd een standpunt in te nemen waarin blijven gepaard moest gaan met anti-immigratiemaatregelen en waarin de voordelen van de EU in puur economische termen werden beschreven. De rechtse factie verlangde daarop dat hij aftrad. Toen Corbyn dat weigerde, trokken 23 van de 31 leden van zijn schaduwkabinet zich uit protest terug. Zes dagen na de uitslag van het referendum werd binnen zijn fractie een motie van wantrouwen tegen Corbyn aangenomen met 172 tegen 40 stemmen. Hij bleef echter aan als partijleider. Als reden gaf hij aan dat hij door de partijleden was gekozen, niet door de fractie. Een aangekondigde leiderschapsverkiezing was het resultaat, waarbij Owen Smith zijn uitdager was. Op 24 september 2016 bevestigde een stemming onder de partijleden dat Corbyn vooralsnog leider zou blijven.
Kort na het referendum vormden zich in beide kampen pressiegroepen met als doel invloed uit te oefenen op de denkrichtingen en beslissingen van het kabinet-May inzake de uittreding. In september 2016 werd de "brexit support group" opgericht onder de naam Change Britain. Tot de initiatiefnemers, afkomstig van zowel de Conservatieve Partij als Labour, behoort een aantal voormalige "vote leave"-campagnevoerders, onder wie Lagerhuislid Gisela Stuart en de oud-ministers Michael Gove, Nigel Lawson, Digby Jones en David Owen. Hun doel is het "afleveren van het referendumresultaat op de effectiefste manier". Minister van buitenlandse zaken en voormalig "Vote leave"-voorman Boris Johnson gaf te kennen dat hij het streven van de groep steunde. Ook de "remain"-campagne kreeg een opvolger in de vorm van een groep politici onder de naam Open Britain. Hiervan maken onder anderen de oud-ministers Anna Soubry, Norman Lamb en Pat McFadden deel uit. Ook hier loopt het lidmaatschap dwars door de partijen heen.

### Weerstand in Schotland en Noord-Ierland

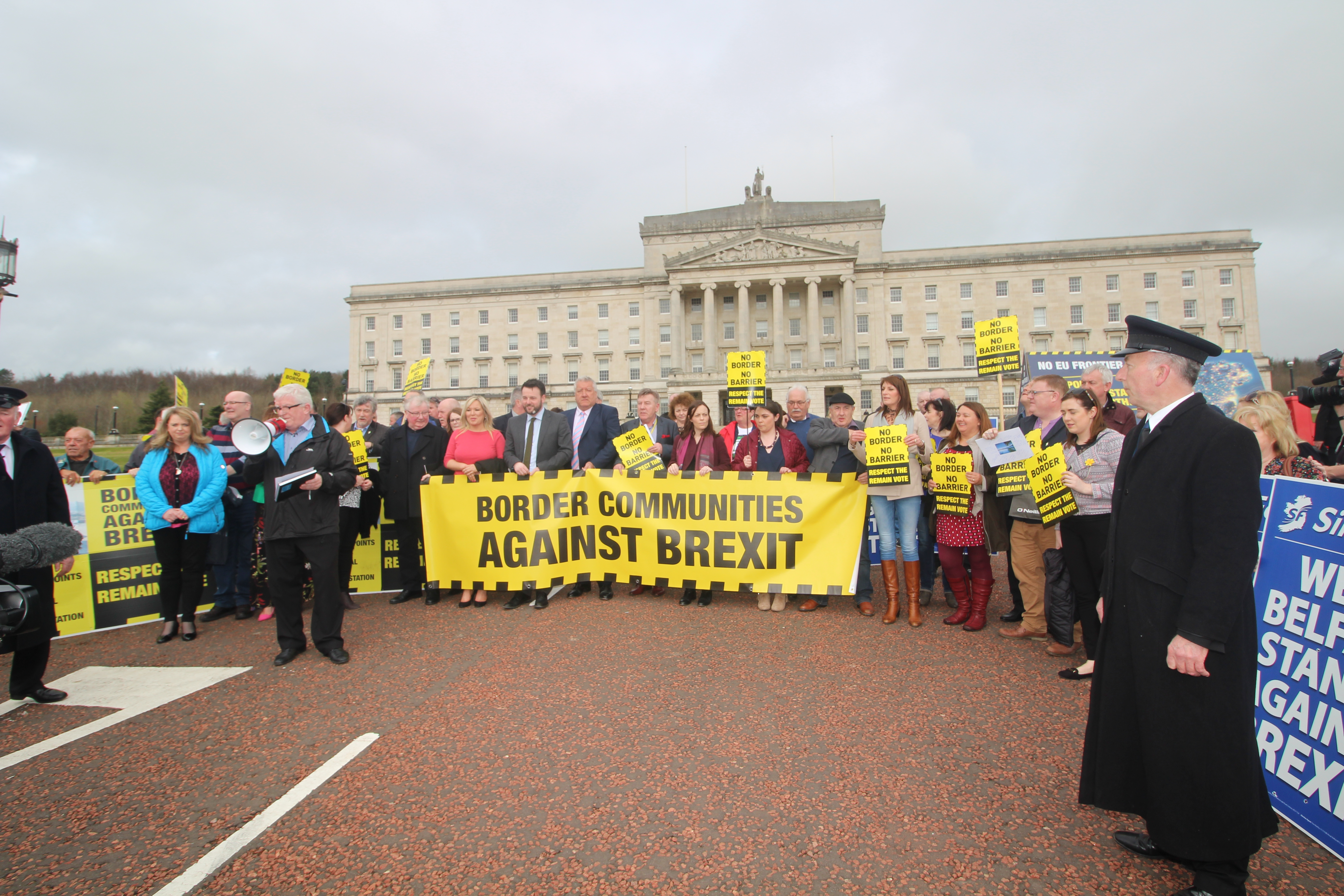
Anti-brexit-demonstratie van de Assemblee voor Noord-Ierland

In zowel Schotland als Noord-Ierland stemde respectievelijk 62% en 56% van de bevolking ervoor om in de EU te blijven. In 2014 hield Schotland een referendum over onafhankelijkheid, waarbij 55% tegenstemde. Een belangrijk argument van het tegenkamp in dat referendum was dat de plaats van Schotland binnen de EU onzeker zou worden. Daags na het brexitreferendum kondigde de Schotse regering van SNP-signatuur al aan een tweede onafhankelijkheidsreferendum voor te bereiden, met een apart Schots EU-lidmaatschap als doel. Hoewel de Schotse regering zich in de daaropvolgende jaren bleef uitspreken voor een dergelijk nieuw referendum, kwam het daar vooralsnog niet van.
Een soortgelijke situatie deed zich voor in Noord-Ierland, waar Martin McGuinness riep om een referendum over aansluiting van dit gebied bij Ierland. Hier speelde ook mee dat een Brits uittreden uit de EU de onzichtbare grens tussen Ierland en Noord-Ierland zou herstellen, en dat lidmaatschap van beide gebieden van de EU onderdeel was van het Goedevrijdagakkoord.

### Elders in Europa
De uitslag in het Verenigd Koninkrijk leidde tot pleidooien van Europese politici om ook hun landen te laten uittreden uit de Europese Unie. Op dezelfde manier als brexit ontstond eerder al het woord "grexit", dat betrekking heeft op een eventueel uittreden van Griekenland uit de eurozone. In Frankrijk drong Marine Le Pen, de leidster van het Front National, aan op een "frexit", een standpunt waar ze later weer afstand van nam. In Italië spraken sommigen van "iexit". In Nederland vond met name PVV-leider Geert Wilders dat Nederland het Britse voorbeeld moest volgen ("nexit").
Vooralsnog zijn nationale parlementen niet geneigd gebleken daartoe referenda te organiseren.

### Reacties van de financiële markten
Binnen een paar weken na de referendumuitslag deden zich grote gevolgen voor op de financiële markten. De koers van het pond zakte naar $1,30, de laagste koers sinds 1985, terwijl elders in Europa de aandelenkoersen van Deutsche Bank en Monte dei Paschi di Siena inzakten, de laatste met 80%. De rentes op Duitse en andere staatsobligaties zakten onder nul doordat beleggers massaal hun bankaandelen voor staatsschuldpapieren inruilden. Wat er met de status van de Londonse City als bankenhoofdstad van Europa zou gebeuren was onzeker; Frankfurt, Parijs en Dublin wedijverden om de opvolging. Veel financiële instellingen maken zich zorgen over het vertrek uit de EU vanwege het kwijtraken van de paspoortrechten om vrij diensten elders in de Europese Economische Ruimte aan te mogen bieden.

## Aanloop naar de uittreding

### Harde of zachte brexit
Aangezien het referendum slechts de vraag had beantwoord of de meerderheid in de EU wilde blijven of eruit wilde stappen, bleef de vraag over, wat voor relatie het Verenigd Koninkrijk na uittreding met de EU zou willen onderhouden. Er waren twee hoofdmogelijkheden: een 'harde brexit' (doorsnijden van vrijwel alle banden) of een 'zachte brexit', waarbij het VK onderdeel zou blijven uitmaken van de Europese interne markt, Euratom en/of andere aan de EU gerelateerde instituten. Een van de varianten van de 'zachte Brexit' (soft Brexit) zou het lidmaatschap van de Europese Vrijhandelsassociatie kunnen zijn, maar er werden ook diverse andere varianten genoemd.
De regerende Conservatieve Partij bleef ook na het referendum intern sterk verdeeld over de te volgen koers. Theresa May omzeilde deze verdeeldheid lange tijd door Brexit is Brexit of Brexit means Brexit ('Brexit betekent Brexit') te herhalen, soms met de toevoeging and we are going to make a success of it ('en we gaan er een succes van maken'). Het plan dat de regering-May in juli 2018 presenteerde zou een tussenvorm zijn.
Oppositiepartij Labour hield zich lang op de vlakte, tot ze begin 2018 met een plan voor een zachte brexit kwam.

### Officiële aankondiging via Artikel 50
Artikel 50 van het Verdrag van Maastricht voorziet na het Verdrag van Lissabon (2007) in een procedure om uit te treden uit de Europese Unie. Een lidstaat kan overeenkomstig zijn grondwettelijke bepalingen besluiten zich uit de Unie terug te trekken. De Europese Raad sluit dan een akkoord met deze staat over de voorwaarden, waarbij rekening wordt gehouden met het kader van de toekomstige betrekkingen van die staat met de Unie. De Verdragen zijn niet meer van toepassing op de betrokken staat met ingang van de datum van inwerkingtreding van het terugtrekkingsakkoord of, bij gebreke daarvan, na verloop van twee jaar na de kennisgeving van de terugtrekking.

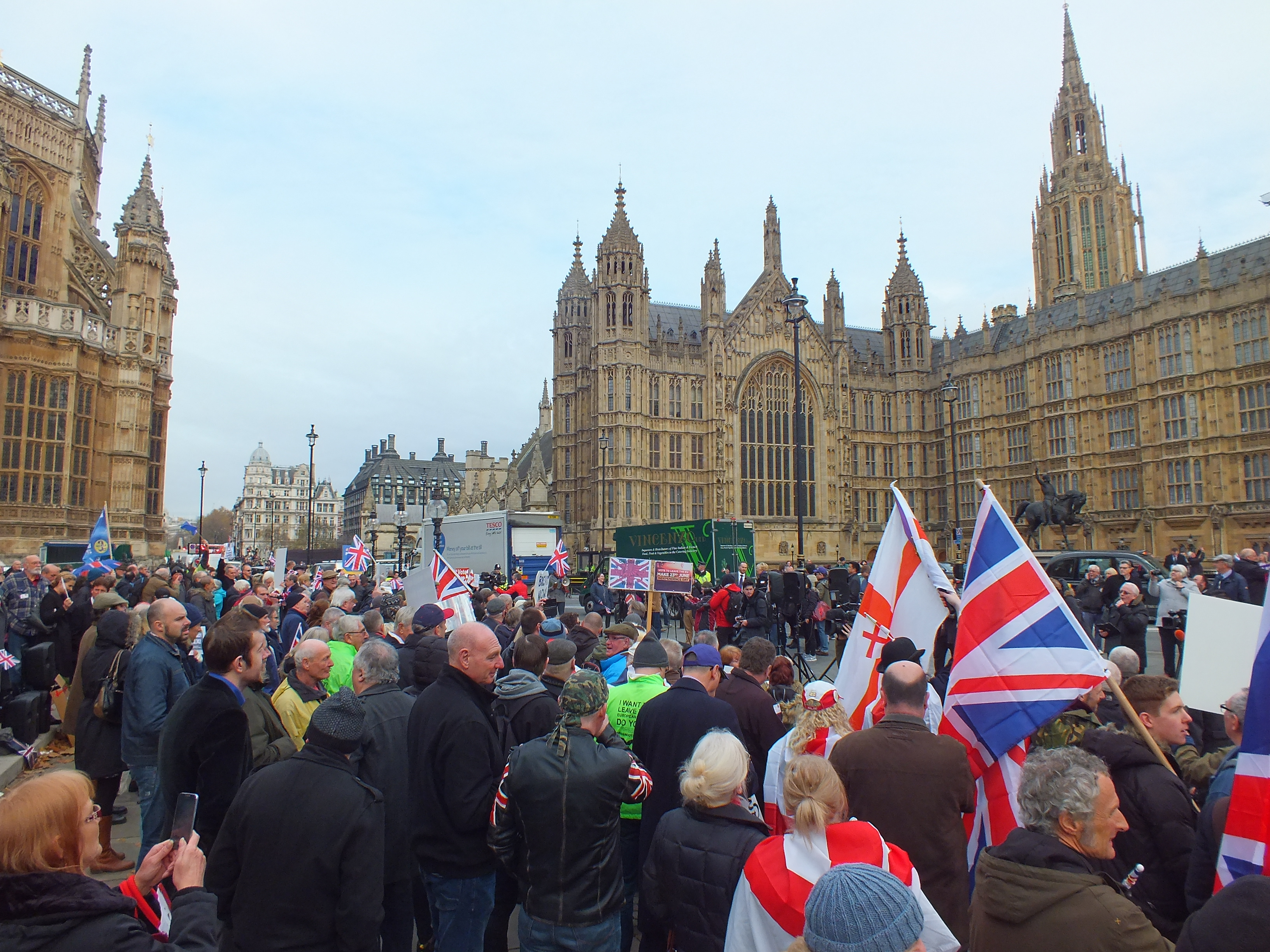
Pro-brexit-demonstratie bij het Palace of Westminster in november 2016

De Europese Commissie drong bij monde van voorzitter Jean-Claude Juncker erop aan dat het Verenigd Koninkrijk zo snel mogelijk een beroep op dit artikel zou doen. Het Europees Parlement sloot zich daarbij aan. Camerons opvolger May maakte echter duidelijk dat zij dit niet voor het einde van 2016 zou doen. Eerst wilde zij haar beleid bepalen en onderhandelingsteams samenstellen. In het kabinet-May werd David Davis benoemd tot Secretary of State for Exiting the European Union (minister van Vertrek uit de Europese Unie), wat inhield dat hij leiding zou gaan geven aan de voorbereidingen en de onderhandelingen voor de brexit. In juli 2016 werd de vroegere Eurocommissaris Michel Barnier benoemd tot hoofdonderhandelaar namens de Europese Commissie voor de uittredingsgesprekken met het Verenigd Koninkrijk. Hij komt aan het hoofd te staan van een nieuwe Dienst, de Taskforce voor de voorbereiding en het verloop van de onderhandelingen met het Verenigd Koninkrijk overeenkomstig artikel 50 VEU. Onderhandelaar namens het Europees Parlement wordt Guy Verhofstadt, europarlementariër en voormalig premier van België.
Na het starten van de artikel-50-procedure, waartoe alleen de betrokken lidstaat (dus het VK zelf) het initiatief kon nemen, zou er twee jaar de tijd zijn om over de voorwaarden te onderhandelen en nieuwe verdragen te sluiten voordat de uittreding officieel zou zijn. In navolging van Juncker drong Donald Tusk, de voorzitter van de Europese Raad, er tijdens een eerste gesprek met May op 8 september 2016 op aan dat de onderhandelingen over de brexit zo snel mogelijk zouden beginnen.
Begin oktober 2016 kondigde premier May aan dat het opstarten van artikel 50 voor eind maart 2017 zou gebeuren. Nadat in het Lagerhuis enig tumult was ontstaan verzekerde zij dat het parlement de gelegenheid zou krijgen vooraf te debatteren over de te volgen strategie. Op 3 november 2016 bepaalde een uitspraak van het High Court of Justice dat een beslissing van het parlement noodzakelijk was om een procedure volgens artikel 50 te kunnen opstarten. De regering gaf aan dat zij tegen deze uitspraak in beroep zou gaan bij het Supreme Court (het Hooggerechtshof van het Verenigd Koninkrijk).
In november 2016 lekte via de Financial Times een memorandum uit waarin stond dat de Britse regering nog steeds geen concrete plannen had voor de uittreding, als gevolg van de verdeeldheid binnen het parlement. Verwacht werd dat er minstens 30.000 extra ambtenaren nodig zouden zijn. Volgens een regeringswoordvoerder zou het gaan om een ongevraagd advies van Deloitte waarin de regering zich niet herkende.
Op 24 januari 2017 bevestigde het Supreme Court de uitspraak van 3 november 2016 van het High Court of Justice met 8 tegen 3 stemmen. In reactie hierop diende David Davis op 26 januari 2017 een wetsvoorstel in bij het Lagerhuis. Deze "European Union (Notification of Withdrawal) Act", bestaande uit twee artikelen, bepaalt dat de premier artikel 50 mag inroepen in weerwil van de European Communities Act 1972 en andere wetgeving. In een toelichting op het wetsvoorstel verklaarde de regering dat het tevens voorziet in uittreding van het Verenigd Koninkrijk uit de Europese Gemeenschap voor Atoomenergie (Euratom), een stap die de bijnaam Brexatom heeft gekregen.
Op 8 februari 2017 gaf het Britse Lagerhuis, met de goedkeuring van een nieuw wetsvoorstel, aan May definitief groen licht om met de onderhandelingen over de uittreding te beginnen. Op 28 maart stuurde Theresa May een brief naar Donald Tusk waarmee Artikel 50 officieel in gang werd gezet. Deze brief werd op 29 maart 2017 ontvangen en gehonoreerd. De uittredingsprocedures van het Verenigd Koninkrijk waren daarmee gestart. Dit is de bovengenoemde kennisgeving van de terugtrekking. De Verdragen zijn dus niet meer van toepassing op het Verenigd Koninkrijk met ingang van de datum van inwerkingtreding van het terugtrekkingsakkoord of, bij gebreke daarvan, na 29 maart 2019.

### May zet stappen
Om een sterker mandaat voor de onderhandelingen met de EU te verkrijgen, besloot May in april 2017 om op 8 juni vervroegde Lagerhuisverkiezingen uit te schrijven (een zogenoemde snap election). Deze verkiezingen leverden haar niet het gewenste mandaat op: de Conservatieve Partij boekte geen winst, maar verloor juist haar absolute meerderheid in het Lagerhuis, terwijl Jeremy Corbyns Labour Party een voor velen verrassende winst boekte van 30 zetels. Corbyns wankele positie binnen Labour werd door de winst gestabiliseerd. UKIP, nu zonder Farage, verdween geheel uit het Lagerhuis.
May was door de verkiezingsuitslag gedwongen samenwerking te zoeken in het parlement om een meerderheid achter zich te krijgen voor al haar plannen. Haar Conservatieve Partij sloot daarop een gedoogovereenkomst (confidence-and-supply agreement) met de Noord-Ierse DUP om een werkende meerderheid te verkrijgen in het lagerhuis. Dat beperkte echter de manoeuvreerruimte bij de brexit-onderhandelingen. De DUP, met een sterke loyalistische ideologische inslag, verzette zich namelijk fel tegen de komst van elke barrière tussen Noord-Ierland en de rest van het Verenigd Koninkrijk alsook tegen aparte brexit-regeling voor Noord-Ierland. Een akkoord waarbij de EU en de Britten voortaan douanecontroles zouden uitvoeren bij de Ierse Zee, die de landsdelen scheidt, werd daardoor bemoeilijkt. Tegelijkertijd vereiste het Goedevrijdagakkoord juist dat van harde landgrenscontroles tussen Ierland en Noord-Ierland geen sprake kon zijn.

Op een aantal gebieden kon May wel minimale vooruitgang maken. In de aanloop naar de brexit zegde het Verenigd Koninkrijk op 3 juli 2017 het Visserijverdrag van Londen uit 1964 op, waarin het land afgesproken had dat vissers uit de landen Nederland, België, Frankrijk, Ierland en het toenmalige West-Duitsland mochten vissen in de Britse 12-mijlszone. In ruil daarvoor kreeg het Verenigd Koninkrijk het recht om ook in de 12-mijlszone van de andere landen te vissen. In de praktijk werd er door de andere landen relatief veel gevist in de Britse 12-mijlszone, maar visten de Britten amper in de andere zones. De opzegtermijn van het contract was twee jaar.
Op 12 september 2017 werd de EU Withdrawal Bill – de uittredingswet – door het Lagerhuis aangenomen met 326 stemmen voor en 290 tegen. Daardoor konden de onderhandelingen worden voortgezet en kon de Europese wetgeving worden omgezet in Britse wetten. En op 8 december 2017 werd er een tussenakkoord bereikt over de voorwaarden waaronder de Britten de EU zouden verlaten. De financiële afrekening zou voor de Britten 40 tot 60 miljard bedragen, in plaats van de 20 miljard waar eerder sprake van was. Ook over de rechten van EU-burgers die in het Verenigd Koninkrijk wonen werd overeenstemming bereikt. Verder werd afgesproken dat er geen harde grens zou komen tussen Noord-Ierland en Ierland.

## Het akkoord van May

### Inhoud van het akkoord
Op 13 november 2018 lag er een conceptakkoord klaar over de Britse uittreding. In dit akkoord was bepaald dat het Verenigd Koninkrijk na de uittreding lid zou blijven van de douane-unie van de EU. Ook zou de grens tussen Noord-Ierland en Ierland na 29 maart 2019 open blijven, zonder grenscontroles. Deze regeling staat bekend als de Ierse backstop.
Er zou een einde komen aan het vrije verkeer van personen van buiten het VK. Tevens was vastgelegd dat het VK tot en met 2020 zou blijven bijdragen aan de EU-begroting. Daarmee zou een bedrag zijn gemoeid van 39 miljard Britse pond (45 miljard euro). Eerder had de EU verlangd dat het VK zich aan toegezegde financiële verplichtingen zou houden, ook die van na 2020. In dat geval zou het VK een bedrag van omgerekend honderd miljard euro hebben moeten betalen.
May meldde de volgende dag in eerste instantie dat er binnen haar kabinet overeenkomst was bereikt over het akkoord. Al snel bleek echter dat er kritiek op was, zowel van de kant van de Labour Party als vanuit de unionistische DUP en vanuit Mays eigen partij, de Conservatieven. Veel van de "harde" brexiteers vonden het voorgestelde akkoord te slap, onder meer omdat het VK ook na de uittreding sterk gebonden zou blijven aan de EU-regels op het gebied van handel. De volgende morgen traden meerdere Britse ministers uit onvrede over het akkoord af: de twee brexit-ministers Dominic Raab en Suella Braverman, de onderminister voor Noord-Ierland Shailesh Vara en de minister voor Werk en Transport, Esther McVey.
Op 20 november werd bekend dat Spanje dreigde met een veto tegen het akkoord, omdat Spanje zich niet kon vinden in de passage in het akkoord over de toekomst van Gibraltar na de brexit. Spanje vond dat het hier niet als volwaardige gesprekspartner werd genoemd. Gibraltar is bij de Vrede van Utrecht (1713) door Spanje voorgoed afgestaan aan het Verenigd Koninkrijk, maar de Britse soevereiniteit in dit gebied is voor Spanje altijd een twistpunt gebleven. Uiteindelijk werd hierover nog voor het eind van de week overeenstemming bereikt, waarna de 27 overige EU-lidstaten op 25 november in Brussel instemden met het brexit-akkoord.

### Weggestemd door het parlement
Op 4 december begon het beslissend debat tussen May en het Britse Lagerhuis over het akkoord, dat vijf dagen zou duren. De overeenkomst zelf moest op 11 december worden goedgekeurd. Een groot deel van het Lagerhuis bleef echter sceptisch ten aanzien van het voorstel, en May leed meerdere nederlagen na elkaar. Op 10 december werd de stemming voor onbepaalde tijd uitgesteld. Het akkoord had onvoldoende steun in het Lagerhuis, met name vanwege de kwestie over de Noord-Ierse/Ierse grens na de brexit. May wilde de onderhandelingen met de EU heropenen, maar EU-voorzitter Donald Tusk liet meteen weten dat daarvan geen sprake kon zijn. Op 17 december werd afgesproken dat er in de derde week van januari in het Lagerhuis over het akkoord gestemd ging worden. Ook sprak May zich uit tegen een nieuw referendum over wel of geen brexit.

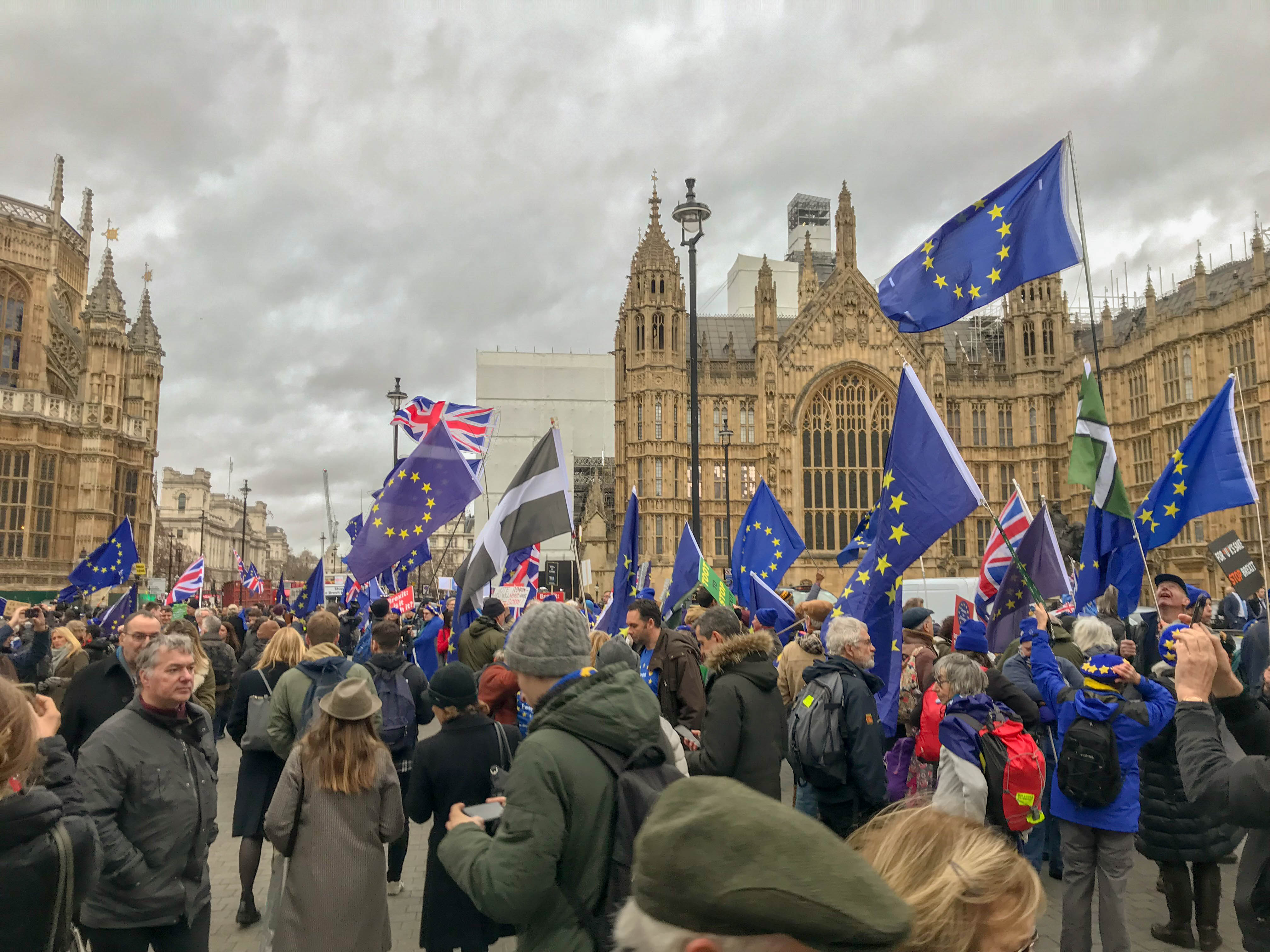
Betogers op 15 januari 2019 bij het Palace of Westminster

#### Eerste stemming over Mays akkoord
De stemming in het Lagerhuis vond uiteindelijk plaats in de avond van 15 januari 2019. Hierbij werd het voorgenomen brexit-akkoord weggestemd met 432 stemmen tegen, 202 stemmen voor en 16 onthoudingen. Het verschil van 230 stemmen was de grootste nederlaag in het Lagerhuis sinds het begin van de Britse parlementaire democratie, meer dan een eeuw geleden. Het oude record uit 1924, toen het verschil 'slechts' 166 stemmen bedroeg, werd daarmee ruimschoots gebroken. Van Mays Conservatieve Partij stemden 198 leden voor en 112 tegen. Drie Labourleden stemden voor het akkoord.
Op 16 januari 2019 verwierp het Lagerhuis een door Labourleider Jeremy Corbyn tegen de regering ingediende motie van wantrouwen met 325 tegen 306 stemmen. Hierdoor behield May het initiatief inzake een oplossing voor het brexit-akkoord.
Het Lagerhuis nam op 29 januari met 432 tegen 202 stemmen een amendement aan van de conservatief sir Graham Brady om met de EU in overleg te treden over een andere regeling voor de grens tussen Noord-Ierland en Ierland. Dezelfde dag stemde het Lagerhuis, met 318 stemmen voor en 310 tegen, dat het VK niet zonder een EU-akkoord uit de Europese Unie mocht stappen. De EU gaf opnieuw aan dat van heronderhandelingen geen sprake kon zijn, maar voegde eraan toe dat als het VK uitstel zou willen van uittreding, dit in stemming zou worden gebracht. Een strikte voorwaarde was dat alle EU-landen met dat uitstel akkoord zouden gaan.

#### Tweede stemming over Mays akkoord
Tussen januari en 12 maart 2019 probeerde May via onderhandelingen een gewijzigde regeling te bewerkstelligen, met name over de backstop. Over de uitkomst was men verdeeld: May zei dat "de noodoplossing (de backstop) niet permanent van aard is", terwijl Juncker aangaf dat "de werking van het akkoord niet is gewijzigd". Nadat de juridisch adviseur van de Conservatieve Partij, Geoffrey Cox, had aangegeven dat het Verenigd Koninkrijk zich nog altijd niet eenzijdig uit de backstop kon terugtrekken, werd het aangevulde akkoord op 12 maart 2019 door het Lagerhuis verworpen met 242 stemmen voor het akkoord en 391 tegen.

#### Uitstel brexitdatum
Twee dagen na de stemming over het aangevulde akkoord stemde het Lagerhuis voor uitstel van de brexit, met 412 tegen 202 stemmen.
Op 21 maart vroeg May in Brussel om de brexitdatum te verplaatsen naar 30 juni 2019. Ze gaf aan dat als het Lagerhuis tegen een brexit-akkoord zou stemmen, ze de tijd nodig had om de benodigde wetgeving door te voeren. Op 22 maart 2019 ging de Europese Raad akkoord met een verlenging van de deadline tot 22 mei 2019 als het Britse Lagerhuis uiterlijk 29 maart 2019 het bereikte akkoord zou goedkeuren, en met een verlenging tot 12 april 2019 als die instemming tegen die datum niet verkregen zou worden. De EU-leiders gaven het uitstel op voorwaarde dat het Lagerhuis uiterlijk 29 maart akkoord zou gaan met het brexit-akkoord. Zou het VK niet akkoord gaan, dan kreeg May tot 12 april de gelegenheid af te spreken om zonder akkoord uit de EU te stappen of om lang uitstel aan te vragen. In het laatste geval diende het VK deel te nemen aan de EU-verkiezingen voor het Europees Parlement op 23-26 mei 2019. Op 29 maart stemde het Lagerhuis voor de derde keer tegen het uittredingsakkoord. Dit mondde uit in een nieuw Brits verzoek tot uitstel, waarmee de EU op 11 april 2019 instemde. Het VK kreeg nu tot 31 oktober 2019 de tijd om tot een akkoord te komen.
Op 5 april vroeg May in een brief aan de EU opnieuw om een verschuiving van de brexitdatum naar 30 juni. Tijdens een EU-top in de nacht van 10 op 11 april werden de EU-lidstaten en het Verenigd Koninkrijk het eens over een nieuw uitstel van de brexitdatum tot 31 oktober.

#### Stemmingen over alternatieve opties
Het Lagerhuis stemde op 27 maart acht keer over de brexit, zonder tot een oplossing te komen. De stemmingen waren als volgt:
- Uittreden zonder akkoord met de EU: tegen 400, voor 160
- Uittreden, maar douane-unie en afspraken over Europese interne markt aanhouden: tegen 283, voor 188
- Uittreden, maar afspraken over Europese interne markt aanhouden: tegen 377, voor 65
- Uittreden, maar douane-unie aanhouden: tegen 272, voor 264
- Uittreden, maar douane-unie aanhouden en handhaven meeste afspraken over Europese interne markt: tegen 307, voor 237
- Aanblijven: tegen 293, voor 184
- Uitstel en tweede referendum over wel of niet uittreden: tegen 295, voor 268
- Uittreden, doch alle EU-afspraken aanhouden en tegelijkertijd onderhandelen over vrijhandelsverdrag met EU: tegen 422, voor 139

Dezelfde dag gaf May te kennen dat als het Lagerhuis op 29 maart, de oorspronkelijke datum van vertrek uit de EU, tot overeenstemming kwam over het brexit-akkoord die zij eerder al twee keer ter stemming had ingebracht, maar telkens verworpen werd, zij na de stemming zou aftreden als premier. Daarmee hoopte zij naar eigen zeggen te bereiken dat de stemmers er alsnog tijdig voor zouden kiezen om de EU met een akkoord te verlaten. Twee van haar grootste tegenstanders, Boris Johnson en Jacob Rees-Mogg, gaven daarop aan dat zij voor Mays brexit-akkoord zouden stemmen.
Op 1 april stemde het Lagerhuis nogmaals over alternatieven voor Mays akkoord, maar ook deze keer werden alle opties weggestemd. De optie om na de brexit lid te blijven van douane-unie kwam slechts drie stemmen tekort.

#### Derde stemming over Mays akkoord
Het Lagerhuis stemde op 29 maart tegen een deel van het door de Britse regering met de rest van de EU overeengekomen brexit-akkoord (344 leden stemden tegen en 286 voor). Alleen het uittredingsakkoord werd deze keer in stemming gebracht. De reden hiervoor was dat het conform de regelgeving van het Lagerhuis niet mogelijk was om over hele brexit-akkoord te stemmen, aangezien dat al eens eerder was weggestemd.
Het directe gevolg van deze stemmingsuitslag was dat May tot vóór 12 april de tijd kreeg om aan te kondigen dat het VK zonder akkoord de EU zou verlaten, of dat het land om lang uitstel zou vragen om onderhandelingen te starten over een ander soort brexitakkoord. Alle 27 EU-landen dienden met een lang uitstel akkoord te gaan. Op 11 april kwamen de EU en het VK overeen dat de brexit met een half jaar werd verlengd, met 31 oktober als nieuwe uittredingsdatum.

### May treedt af als premier en partijleider
Op 17 mei 2019 maakte oppositieleider Corbyn bekend dat de onderhandelingen met May over de brexit waren mislukt. May kwam vervolgens met een nieuw brexit-voorstel, dat onder meer inhield dat het bij afwijzing automatisch zou leiden tot een stemming in het Lagerhuis over de wenselijkheid van een nieuw landelijk referendum over de vraag of het VK wel of niet in de EU moest blijven. Corbyn gaf onmiddellijk aan haar nieuwe voorstel niet te steunen en ook binnen haar Conservative Party was veel weerstand. Toen May na druk van diverse partijleden weigerde af te treden als premier en partijleider, gaf Andrea Leadsom op 22 mei aan per direct terug te treden uit Mays kabinet als Lord President of the Council en Leader of the House of Commons. Ze zei voor het laatste brexit-voorstel geen verantwoordelijkheid te willen nemen.
Een dag later ging het VK naar de stembus voor de Europese Parlementsverkiezingen 2019. Dit was onvermijdelijk geworden door het brexit-uitstel tot 31 oktober. Op 24 mei kondigde May haar aftreden aan als partijleider per 7 juni 2019. Als reden gaf ze aan dat het haar niet gelukt was om met het Lagerhuis tot een brexit-akkoord te komen. Tevens verklaarde ze aan te blijven als premier totdat een opvolger was gekozen. Vier dagen later werd duidelijk dat bij de verkiezingen voor het Europees parlement de nieuwe Brexit Party van Nigel Farage in het VK winnaar was geworden met 32% van de stemmen, LibDem kreeg 20,3% en Labour 14,1%. De Conservative Party behaalde haar slechtste resultaat ooit met 9,1% van de stemmen.
Beide dominante politieke partijen namen maatregelen tegen partijprominenten aan wie een gebrek aan loyaliteit jegens de brexit-standpunten van hun partij werd verweten. Bij de aanloop naar de Europese parlementsverkiezingen was aan de vooraanstaande conservatieve partijveteraan Michael Heseltine (minister onder Margaret Thatcher en vicepremier onder John Major) een schorsing als partijlid opgelegd omdat hij verklaard had te zullen stemmen op de pro-Europese Liberal Democrats, die pleitten voor een tweede referendum over het verlaten van de EU. Zijn argument was dat de Conservatieven naar zijn mening afstevenden op een ramp voor het land. Labour royeerde eind mei het vroeger prominente lid Alastair Campbell, omdat ook hij verklaard had LibDem te hebben gestemd uit onvrede over de brexit-standpunten van zijn partij.
Toch begonnen eind mei ook actieve politici, onder wie Chancellor of the Exchequer Philip Hammond, te bewegen in de richting van een tot dan toe categorisch afgewezen tweede referendum om uit de impasse te geraken. Volgens Labourleider Corbyn zou in geen geval een herhaling van het referendum van 2016 moeten plaatsvinden, maar zou een nieuwe met de EU te sluiten overeenkomst voor een "zachte" brexit misschien onderwerp van een landelijk referendum kunnen zijn.

## Nieuwe onderhandelingen onder Johnson

### Premierswissel
Nadat Theresa May op 24 mei 2019 haar aanstaande aftreden aankondigde, was Boris Johnson een van de kandidaten voor haar opvolging als leider van de Conservatieven en Brits premier. Op 23 juli 2019 kozen de leden van de conservatieve partij hem met tweederdemeerderheid als nieuwe partijleider; daarmee werd Johnson ook premier. Als premier zag Johnson het als zijn primaire taak de brexit met of zonder akkoord met de Europese Unie per 31 oktober 2019 doorgevoerd te krijgen. Mede om die reden stelde hij bij zijn aantreden Dominic Cummings, die in 2016 bekend was geworden als Brexitstrateeg, aan als speciaal adviseur. Volgens politiek analisten had nooit eerder een adviseur zoveel invloed op een premier gehad.
Op 28 augustus kondigde hij aan het Britse parlement in de aanloop naar de datum van de brexit langdurig te schorsen tot 14 oktober. Volgens tegenstanders was dit om te voorkomen dat het parlement een stokje voor een no-dealbrexit zou kunnen steken. Velen in het parlement vonden de schorsing ondemocratisch, maar koningin Elizabeth willigde Johnsons verzoek in. Tegen het gedwongen reces werd langs juridische weg bezwaar aangetekend, maar de rechter in Edinburgh en daarna ook de High Courts of Justice in Londen en Belfast lieten het toe, in tegenstelling tot het Court of Session, de hoogste rechter in Schotland. Het High Court gaf toestemming om beroep aan te tekenen bij het Supreme Court, dat op 24 september 2019 unaniem oordeelde dat de schorsing van het parlement onwettig was geweest en daardoor feitelijk niet had plaatsgevonden.
Op 3 en 4 september 2019 verloor Johnson cruciale stemmingen in het Lagerhuis over wetsvoorstellen van de oppositie die de weg zouden vrijmaken naar een verder uitstel van de brexit, als er voor 31 oktober 2019 geen nieuwe deal met de Europese Unie over de voorwaarden van de brexit tot stand zou komen. 21 conservatieve parlementsleden die meestemden met de oppositie, werden uit de partij verwijderd, onder wie partijprominenten als Kenneth Clarke, Philip Hammond, Nicholas Soames en Rory Stewart. Uit protest hiertegen verlieten onderminister Jo Johnson (de broer van de premier) en minister Amber Rudd enkele dagen later het kabinet.
Doordat de premier geen werkende meerderheid meer had (een tekort van 20 stemmen) werd het voor hem moeilijk om wetsvoorstellen door het parlement goedgekeurd te krijgen. De wetsvoorstellen om no-deal uit te sluiten en uitstel van de uittreding tot 31 januari 2020 mogelijk te maken, waren tegen Johnsons zin aangenomen door het Lagerhuis en zouden hem kunnen dwingen om nieuwe onderhandelingen aan te gaan met de EU. Hoewel hij aangaf dat onderhandelingen in Brussel al plaatsvonden, werd daaraan weinig geloof gehecht. Volgens verschillende geciteerde bronnen bij de Europese onderhandelaars en de Britse regering heeft de Britse regering geen voorstellen ingediend als alternatief voor de Ierse backstop.
Om uit de impasse te geraken diende hij een voorstel in voor vervroegde lagerhuisverkiezingen op 15 oktober 2019, maar dat behaalde niet de vereiste tweederdemeerderheid. De Labour-oppositie gaf te kennen niet aan verkiezingen te willen meewerken zolang de wet die het onmogelijk maakte dat het Verenigd Koninkrijk op 31 oktober de EU zonder overeenkomst zou verlaten (de 'wet-Benn') nog niet door het Hogerhuis was bekrachtigd.

### Een 'nieuw' akkoord met de EU
Met het aantreden van Johnson verhardden de onderhandelingen tussen het VK en de EU over een nieuw akkoord weer. Zo streefde Johnson ernaar de Ierse backstop uit de eerder gesloten overeenkomst te halen. Een eerste voorstel daartoe, dat op 2 oktober 2019 door Johnson aan de EU werd gestuurd, werd in Brussel met ergernis ontvangen.
Op 10 oktober vond er overleg plaats tussen Boris Johnson en de Ierse minister-president Leo Varadkar. Dit was een week voor de Europese Raad van 17 en 18 oktober, de laatste mogelijkheid om een nieuw akkoord te sluiten vóór de vertrekdatum van 31 oktober. De twee regeringsleiders ontwikkelden tijdens hun overleg de contouren van een oplossing voor het backstopprobleem. Dit was de basis voor serieuze onderhandelingen tussen het Verenigd Koninkrijk en de EU over een gewijzigd uittredingsakkoord. Op 17 oktober werd er een nieuw akkoord gepresenteerd dat door de Britse regering en de Europese Commissie was geaccepteerd. Later die dag gaven ook de EU-regeringsleiders hun goedkeuring aan de veranderingen.
Slechts 5% van de oorspronkelijke tekst van het door Theresa May ontwikkelde akkoord was gewijzigd; het ging voornamelijk om bepalingen betreffende Noord-Ierland. De omstreden backstop was verdwenen. Het hele Verenigd Koninkrijk zou de EU douane-unie verlaten. Aan de grens tussen Noord-Ierland en Ierland zouden echter geen douanecontroles worden uitgevoerd; deze controles vinden plaats als goederen over een virtuele douanegrens tussen het eiland Ierland en het eiland Groot-Brittannië worden vervoerd. Noord-Ierland zou wat betreft kwaliteits- en veiligheidseisen voor goederen en BTW-tarieven aansluiting houden bij regelgeving in de EU; de rest van het Verenigd Koninkrijk niet. De Assemblee voor Noord-Ierland zou vanaf 2025 elke vier jaar bij gewone meerderheid van stemmen bepalen of de regeling moest worden verlengd of moest worden beëindigd. Sommige delen van het uittredingsakkoord, waaronder arbeidsrechten met wettelijke verplichtingen, waren verplaatst naar het politiek gedeelte (het later te onderhandelen handelsakkoord, een aspiratie). Deze wijzigingen maken een verdere deregulatie en afwijking van de Europese regels mogelijk.

### Parlementaire behandeling
Het was onzeker of het Johnson zou lukken om zijn nieuwe akkoord door het Lagerhuis te loodsen. Wat betreft zijn eigen Conservatieve Partij waren er twijfels of de zeer eurosceptische vleugel het akkoord acceptabel zou vinden. Het merendeel van de afgevaardigden van Labour, de Liberal Democrats, de Scottish National Party en een aantal kleinere partijen vond de gewijzigde overeenkomst een verslechtering vergeleken met het door Theresa May gesloten akkoord dat ze al eerder hadden afgewezen. De Noord-Ierse unionistische partij DUP, die eerder de Conservatieven had gesteund, kon niet akkoord gaan met het feit dat Noord-Ierland een aparte status zou krijgen binnen het Verenigd Koninkrijk.
De stemming in het Lagerhuis over de overeenkomst stond gepland voor zaterdag 19 oktober 2019. De voormalige Conservatief Oliver Letwin diende voor de parlementaire behandeling een amendement in. De strekking daarvan was dat de stemming over de overeenkomst pas zou gebeuren ná de behandeling van de daarmee samenhangende wetgeving. Het amendement-Letwin werd aangenomen waardoor er niet over de Brexit-overeenkomst werd gestemd. Dit had als consequentie dat Johnson, conform de Wet-Benn, bij de EU uitstel moest vragen voor het geplande vertrek van het Verenigd Koninkrijk uit de EU tot 31 januari 2020. Johnson stuurde nog diezelfde avond twee brieven naar Donald Tusk, de voorzitter van de Europese Raad. De eerste brief was een fotokopie van de tekst uit de Wet Benn die hem dwong om uitstel te vragen; deze brief had hij niet ondertekend. In een tweede brief liet hij weten verder uitstel een slecht idee te vinden. Deze brief had hij wel ondertekend.
Op 22 oktober 2019 werd de Withdrawal Agreement Bill, de wetgeving noodzakelijk voor ratificatie van het uittredingsakkoord, voor het eerst in Lagerhuis behandeld. Het Lagerhuis ging met 329 tegen 299 stemmen akkoord met een 'second reading': gedetailleerde inhoudelijke behandeling en eventuele amendering van de voorgestelde wet. Het Lagerhuis ging echter niet akkoord met het voorstel van de regering om hiervoor maar drie dagen uit te trekken. Johnson verklaarde daarop de parlementaire behandeling stil te zetten totdat de EU duidelijkheid zou hebben gegeven over een eventueel uitstel van de vertrekdatum. Op 28 oktober liet de EU weten uitstel te geven tot uiterlijk 31 januari 2020. Een eerder vertrek was ook mogelijk. Een dag later stemde het Lagerhuis in met een verzoek van de regering om algemene verkiezingen uit te schrijven. Deze verkiezingen werden gehouden op 12 december 2019. De regering bracht de Withdrawal Agreement Bill voor de verkiezingen niet opnieuw in stemming.

### Lagerhuisverkiezingen van 2019
In de aanloop naar de Lagerhuisverkiezingen van 12 december 2019 gaven politieke partijen in hun verkiezingsprogramma's hun visie op het verdere verloop van het Brexitproces.
ConservatievenDe door premier Johnson onderhandelde overeenkomst met de EU zou vóór 25 december 2019 door het parlement worden goedgekeurd en het VK zou op 31 januari 2020 de Europese Unie verlaten. De verdere onderhandelingen over de toekomstige relatie met de EU moeten voor 31 december 2020 zijn afgerond. Het Verenigd Koninkrijk zal de EU interne markt en douane-unie verlaten, en het Hof van Justitie van de EU zou geen bevoegdheden meer hebben in het VK. De rechten van burgers en consumenten zullen door nieuwe Britse wetgeving worden gegarandeerd. Het VK zou wel deel blijven uitmaken van het Horizon 2020 onderzoeksprogramma van de EU. Ondernemingen in Noord-Ierland moeten onbelemmerde toegang hebben tot de rest van het VK.
LabourBinnen drie maanden na de verkiezingen moest er een nieuwe overeenkomst met de EU worden afgesloten. Kern van deze overeenkomst moest zijn dat het VK deel zou blijven uitmaken van de douane-unie van de EU en nauwe banden zou hebben met de interne markt. Hierdoor  zou er geen harde grens ontstaan tussen Noord-Ierland en Ierland, en zou er geen douanegrens nodig zijn tussen Noord-Ierland en de rest van het VK. De nieuwe overeenkomst zou garanties bieden voor burgerrechten, milieunormen en kwaliteitsnormen voor consumentenproducten. Na het tot stand komen van de overeenkomst met de EU zou er een tweede referendum gehouden worden, waarbij de kiezers zouden kunnen kiezen tussen de nieuwe overeenkomst of in de EU blijven. Een vertrek uit de EU zonder overeenkomst (no-deal Brexit) werd uitgesloten.
Liberal DemocratsAls de Liberal Democrats een parlementaire meerderheid zouden behalen, werd de op basis van Artikel 50 van het Verdrag van Maastricht ingediende notificatie van vertrek uit de EU ingetrokken. Het VK zou in dat geval lid blijven van de EU. Als de liberaal-democraten geen meerderheid zouden behalen, zouden zij een nieuw referendum steunen; de kiezers moesten zich er in dat referendum ook voor kunnen uitspreken om in de EU te blijven.
Scottish National PartyDe SNP steunde een tweede referendum over het lidmaatschap van de EU. Het intrekken van de Artikel 50 notificatie zouden zij steunen als dat de enige mogelijkheid was om te voorkomen dat het VK de EU zonder overeenkomst zou verlaten. De regels van de EU betreffende belangrijke thema's als gezondheid van dieren en planten moesten ook in de toekomst in het VK van kracht blijven. De financiering die Schotland ontving uit de Structuurfondsen van de EU moet worden veiliggesteld. De SNP zag brexit daarnaast als een dusdanig fundamentele staatkundige verandering binnen Verenigd Koninkrijk, dat een nieuw referendum over Schotse onafhankelijkheid gerechtvaardigd was.
Brexit PartyDe Brexit Party wilde dat het VK zich aan het eind van de transitieperiode helemaal zou hebben losgemaakt van EU wet- en regelgeving. Een verlenging van de transitieperiode was niet acceptabel. Om te vermijden dat de stemmen voor Brexit verdeeld zouden worden tussen de Brexit Party en de conservatieven, stelde de Brexit Party geen kandidaten in de 317 zetels die de Conservatieven bij de verkiezingen van 2017 hadden gewonnen.
Volgens opinie-onderzoek was Brexit en de relatie met de Europese Unie voor de Britse kiezers het belangrijkste thema bij de verkiezingen van 2019. De verkiezingen leverden overtuigende winst op voor de Conservatieven, die met 365 van de 650 zetels een ruime meerderheid veroverden; Labour verloor 60 zetels. De Conservatieven behaalden vooral winst in traditioneel Labour stemmende districten in Noord-Engeland en Wales, waar de kiezers in 2016 bij het referendum over het lidmaatschap van de EU vóór vertrek uit de EU hadden gestemd.
Premier Johnson kondigde aan nog voor het kerstreces verder te zullen gaan met de parlementaire behandeling van de Withdrawal Agreement Bill. De Conservatieven hadden een grote meerderheid en alle Conservatieve kandidaten hadden vóór de verkiezingen formeel hun steun gegeven aan de overeenkomst die Johnson met de EU had onderhandeld. Het werd hiermee zeer waarschijnlijk dat het Verenigd Koninkrijk op 31 januari 2020 de Europese Unie zou verlaten.

### Goedkeuring door het Britse en Europese Parlement

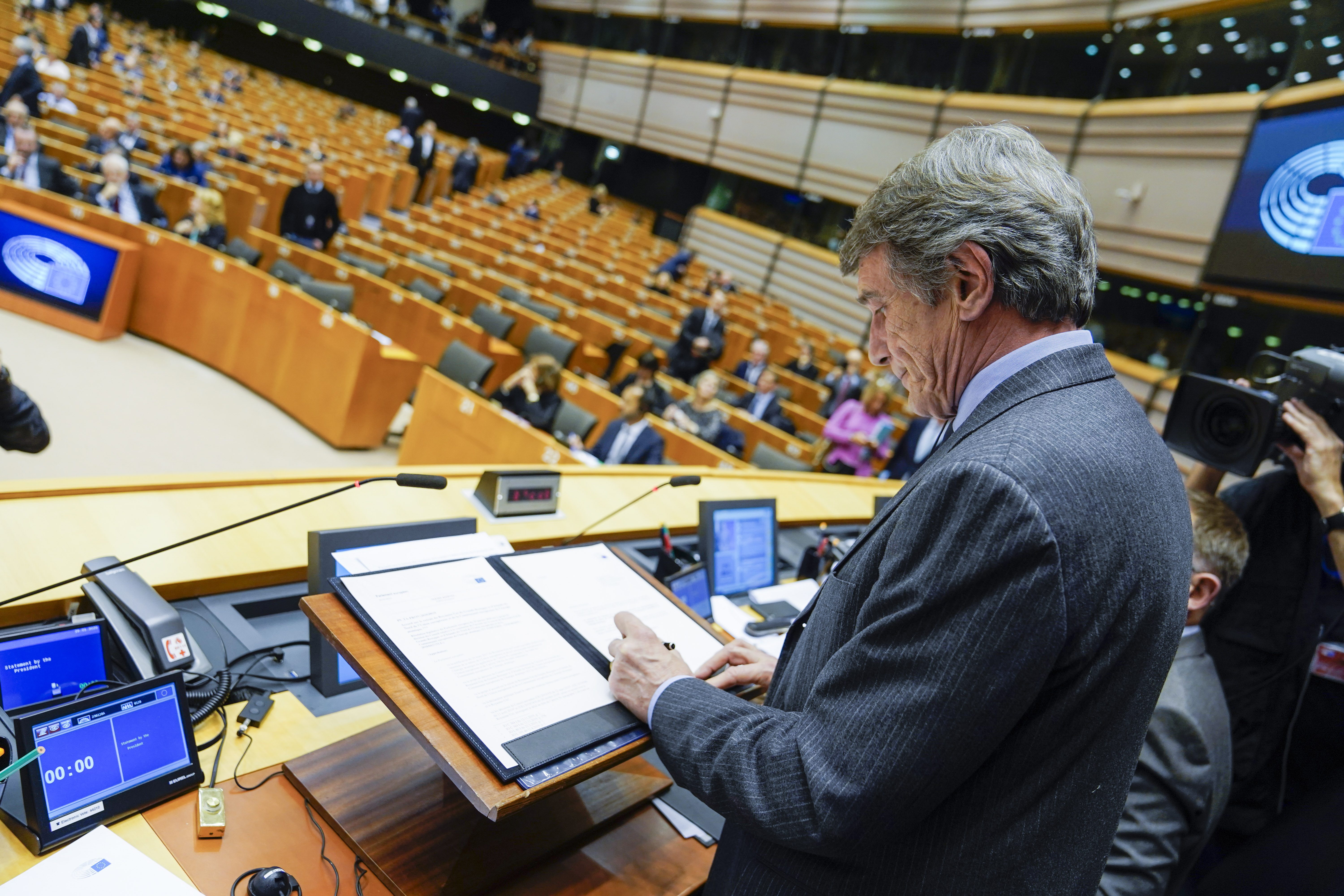
Voorzitter David Sassoli van het Europees Parlement tekent na de stemming op 29 januari 2020 de uittredingsovereenkomst.

Op 19 december 2019 legde de regering Johnson een aangepaste Withdrawal Agreement Bill voor aan het Lagerhuis. Dit voorstel verschilde op een paar punten van de tekst die in oktober was besproken. Deze wijzigingen beperkten de invloed van het Lagerhuis in het verdere politieke proces en in de toekomstige onderhandelingen met de EU. Ook de toezegging dat het Verenigd Koninkrijk aansluiting zou houden bij EU-regels over de rechten van werknemers was verwijderd. Op 20 december, de laatste dag voor het kerstreces, stemden de Britse parlementariërs na de second reading (tweede behandeling) met een groot verschil van 124 stemmen (358 voor, 234 tegen) voor de nieuwe wet. Op 9 januari 2020 vond de definitieve stemming in het Lagerhuis plaats (third reading). Ook dit keer was er een ruime meerderheid voor de wet: 330 voor, 231 tegen.
Het Hogerhuis, waar de Conservatieven geen meerderheid hebben, amendeerde op 20 en 21 januari 2020 de wet op een aantal punten. De amendementen betroffen de rechten van EU-burgers in het Verenigd Koninkrijk, de status van jurisprudentie gebaseerd op EU-wetgeving in het Britse rechtssysteem na brexit, het recht van minderjarige vluchtelingen om zich bij familieleden in het VK te voegen, en de zeggenschap van de regionale parlementen van Noord-Ierland, Schotland en Wales. Al deze amendementen werden een dag later door Lagerhuis ongedaan gemaakt. Vervolgens ging ook het Hogerhuis onder enig protest akkoord met de Withdrawal Agreement Bill zoals door de regering ingediend. Hiermee was de parlementaire behandeling in het Verenigd Koninkrijk afgerond.
Het Schotse parlement, de Assemblee voor Noord-Ierland en de Nationale Vergadering van Wales stemden tegen de Withdrawal Agreement Bill. Zij weigerden de formeel vereiste 'toestemming tot wetgeving' (legislative consent) te geven. Deze toestemming is noodzakelijk als een wetsvoorstel elementen bevat die de bevoegdheid zijn van het Lagerhuis, maar ook elementen die binnen de bevoegdheden van de regionale parlementen vallen. De regering kan de wet echter nog steeds voor het hele Verenigd Koninkrijk invoeren.
Het Europees Parlement ging op 29 januari 2020 met 621 tegen 49 stemmen akkoord met het uittredingsakkoord, waarmee het Britse vertrek uit de EU per 31 januari 2020 om 24:00 (Midden-Europese Tijd) definitief was.

## Transitieperiode

### Visserijconflict rond de Kanaaleilanden
Op 31 januari 2020 voerde het Kanaaleiland Guernsey tijdelijk visvergunningen in voor buitenlandse vissersschepen. Het Visserijverdrag van Londen uit 1964 (dat nog dateerde van voor de toetreding van het Verenigd Koninkrijk tot de EEG, een van de voorlopers van de EU) die na Brexit de visrechten rond de Kanaaleilanden regelt, had een exclusiezone van twaalf mijl. De Kanaaleilanden hebben een speciale status (crown dependencies) en horen niet bij het Verenigd Koninkrijk, waar de visrechten wel geregeld zijn in de transitieperiode. De eilandregering kreeg pas 10 dagen voor 31 januari te horen dat de EU-visserijregelingen niet meer van toepassing waren op de twaalf mijl zone. De tijdelijke visvergunningen die nodig waren om de juridische lacune te regelen, sloten in de praktijk Franse vissers uit de twaalfmijlzone. De Franse vissers blokkeerden uit protest de toegang tot de lokale Franse havens voor de Engelse vissers.

### Brits ultimatum en Johnsons internemarktwet
De uitbraak van de ziekte COVID-19 in 2020, waardoor de kans op een recessie door de Coronapandemie in zowel het VK als de EU de aandacht opeiste, zorgde voor vertraging in de onderhandelingen over een vrijhandelsakkoord. Er werd weinig voortgang geboekt bij de belangrijkste knelpunten: Britse overheidssteun aan industrieën en toegang tot de Britse wateren voor vissers uit de EU. Op 6 september 2020, twee dagen voor de start van een nieuwe onderhandelingsronde, gaf Johnson te kennen dat er geen verdrag zou kunnen komen als op 15 oktober geen akkoord was bereikt dat nog op tijd kon worden bekrachtigd. Daarmee zou een 'no deal-brexit' per 1 januari 2021, met toltarieven en handelsbelemmeringen, onvermijdelijk zijn.
De Britse regering zou met een wetsvoorstel willen komen dat belangrijke afspraken uit het eerder afgesloten uittredingsakkoord intrekt. De Europese Commissie reageerde daarop door vertrouwen uit te spreken in de afspraken die eerder waren gemaakt. Het ging daarbij om de in oktober 2019 door beide partijen ondertekende overeenkomst over de grens tussen Ierland en Noord-Ierland, de rechten van Britse burgers in de EU en van EU-burgers in het VK en de afwikkeling van de financiële verplichtingen van het VK aan de EU.
Op 14 september 2020 kwam Johnson met een alternatieve brexitwet, de Internal Market Bill ("Internemarktwet"), die inging tegen de eerder gemaakte afspraken met de EU. Deze alternatieve wet moest ertoe leiden dat bedrijven in Noord-Ierland zonder enige beperking handel konden blijven drijven met de rest van het Verenigd Koninkrijk. In de overeenkomst die het VK eerder had gesloten met de EU zouden daarentegen specifiek voor Noord-Ierland bepaalde Europese regels blijven gelden, zodat de handel met buurland Ierland niet gehinderd zou worden. In het Britse parlement stemde een meerderheid voor Johnsons wet. Vanuit Brussel eiste men dat de Internemarktwet van tafel ging en ook binnen Johnsons eigen partij werd geprotesteerd. In november verwierp het Britse Hogerhuis Johnsons wet gedeeltelijk, met name de stukken die in strijd waren met het internationaal recht. Een clausule die Britse ministers in staat stelde om eenzijdig delen uit het uittredingsverdrag met de EU aan te passen werd geschrapt.
Op 13 november beëindigde de politieke strateeg Dominic Cummings zijn speciaal adviseurschap per direct, nadat Johnson hem had laten weten dat zijn termijn er bijna op zat.

### Overeenstemming bereikt
Op 13 december 2020 verliep de uiterste deadline voor een handelsakkoord. EC-voorzitter Ursula von der Leyen en premier Johnson slaagden er na uren van onderhandelen opnieuw niet in om tot overeenstemming te komen. Voorgesteld was dat Britse bedrijven ook vanaf 1 januari 2021 onbeperkt toegang tot de EU-markt zouden houden, op voorwaarde dat het VK de EU-regels voor staatssteun, milieu en arbeidsomstandigheden zou blijven volgen. Het VK kon zich echter niet vinden in deze voorwaarde. Andere struikelblokken bleven de toegang van EU-vissers tot Britse wateren en sanctiemechanisme voor als de handelsafspraken niet zouden worden nageleefd. Omdat men een no-deal-brexit koste wat kost wilde voorkomen, werd de deadline opnieuw verschoven.
Op 24 december 2020 bereikten de Europese Unie en het VK overeenstemming over een handels- en samenwerkingsakkoord, behoudens goedkeuring door de betrokken lidstaten in de Raad van de Europese Unie, door het Europees Parlement en het Brits parlement, zo mogelijk voor 1 januari 2021. De Europese Commissie stelde voor het akkoord vanaf 1 januari tot uiterlijk 28 februari 2021 al provisioneel toe te passen alvorens het formele goedkeuringsproces zou zijn afgerond.

### Voorlopig akkoord voor Gibraltar
Als enig Brits overzees gebied bevond ook Gibraltar zich tot de Brexit binnen de Europese Unie, met enkele bijzonderheden: het gebied zat niet in de Schengenzone (net als het Verenigd Koninkrijk), de Europese douane-unie en neemt niet deel aan het gemeenschappelijk landbouwbeleid. Bij het referendum in 2016 stemden 95.91% van de kiezers in Gibraltar om bij de Europese Unie te blijven.
Op 31 december 2020 kwamen Spanje en het Verenigd Koninkrijk (inclusief Gibraltar-onderhandelaars) tot een principeakkoord over Gibraltar, met de volgende elementen:
- Gibraltar komt in de Schengenzone en de luchthaven wordt een Schengenbuitengrens onder de verantwoordelijkheid van Spanje
- De grenscontroles worden uitgevoerd door Frontex personeel
- Er is verkeer van goederen zonder beperkingen
- Het akkoord wordt initieel toegepast voor een periode van vier jaar

Spanje en het VK stelden voor dat de Europese Unie en het Verenigd Koninkrijk formele onderhandelingen starten om dit akkoord om te zetten in een verdrag. Dit voorlopig akkoord was nodig omdat Spanje en het VK een verschillend beeld hebben over de status van Gibraltar. Daarbij geldt:
- Het streven is om alle fysieke grenscontroles tussen Gibraltar en Spanje af te schaffen
- Er wordt een dubbele sleutel bij de buitengrenscontrole toegepast: eerst geven de Gibraltarese autoriteiten toestemming en daarna geven de Spaanse autoriteiten, die verantwoordelijk zijn voor de Schengengrenscontrole, toestemming om het Schengengebied te betreden. Pas nadat beide overheden toestemming hebben gegeven mag de reiziger de grens passeren. Spanje zal de eerste vier jaar operationele assistentie krijgen van Frontex voor de grenscontrole.
- De Spaanse ambassades en consulaten zijn gerechtigd om voor korte termijn (90 dagen) Schengenvisums te verstrekken aan reizigers die via Gibraltar het Schengengebied binnenkomen.
- De ingezetenen van Gibraltar krijgen een 'residentie permit' (verblijfsvergunning). Houders ervan hebben meer rechten dan andere Britse onderdanen. Zo kunnen ze Schengenvisa krijgen voor langer dan 90 dagen.
- Voor geweigerde reizigers worden de Schengenregels toegepast, onder andere het terugsturen naar het land van oorsprong. De Gibraltarese autoriteiten hebben het recht om asiel te geven, maar de regels hiervoor moeten afgestemd worden met de Europese commissie.
- Gibraltar komt formeel niet in de Europese douane-unie, maar moet wel substantieel dezelfde tarieven en handelsvoorwaarden hanteren als de Europese Unie.
- Grensarbeiders zullen dezelfde rechten hebben als ingezeten. Een werkvergunning geeft automatisch vrijverkeerrechten voor de werknemers. Ook de sociale zekerheid wordt gecoördineerd. De regelingen zullen nooit minder rechten en bescherming geven, dan wat is overeengekomen in de Brexit-transitieperiode.

### "Windsor Framework" (2023)
Ruim drie jaar na de Brexit, op 27 februari 2023, bereikten het Verenigd Koninkrijk en de EU alsnog een voorlopig akkoord over de handelsstatus van Noord-Ierland. Goederen die vanuit de rest van het VK Noord-Ierland binnenkomen  (de "groene stroom"), hoeven met dit akkoord voortaan niet meer eerst door uitgebreide douane-achtige controles heen. Douanecontroles blijven daarentegen wel bestaan voor producten die vanuit Noord-Ierland naar de republiek Ierland gaan. 
Dit nieuwe akkoord, het zogeheten "Windsor Framework", vervangt het in 2020 onder Boris Johnson gesloten Noord-Ierland-protocol.

## Gevolgen

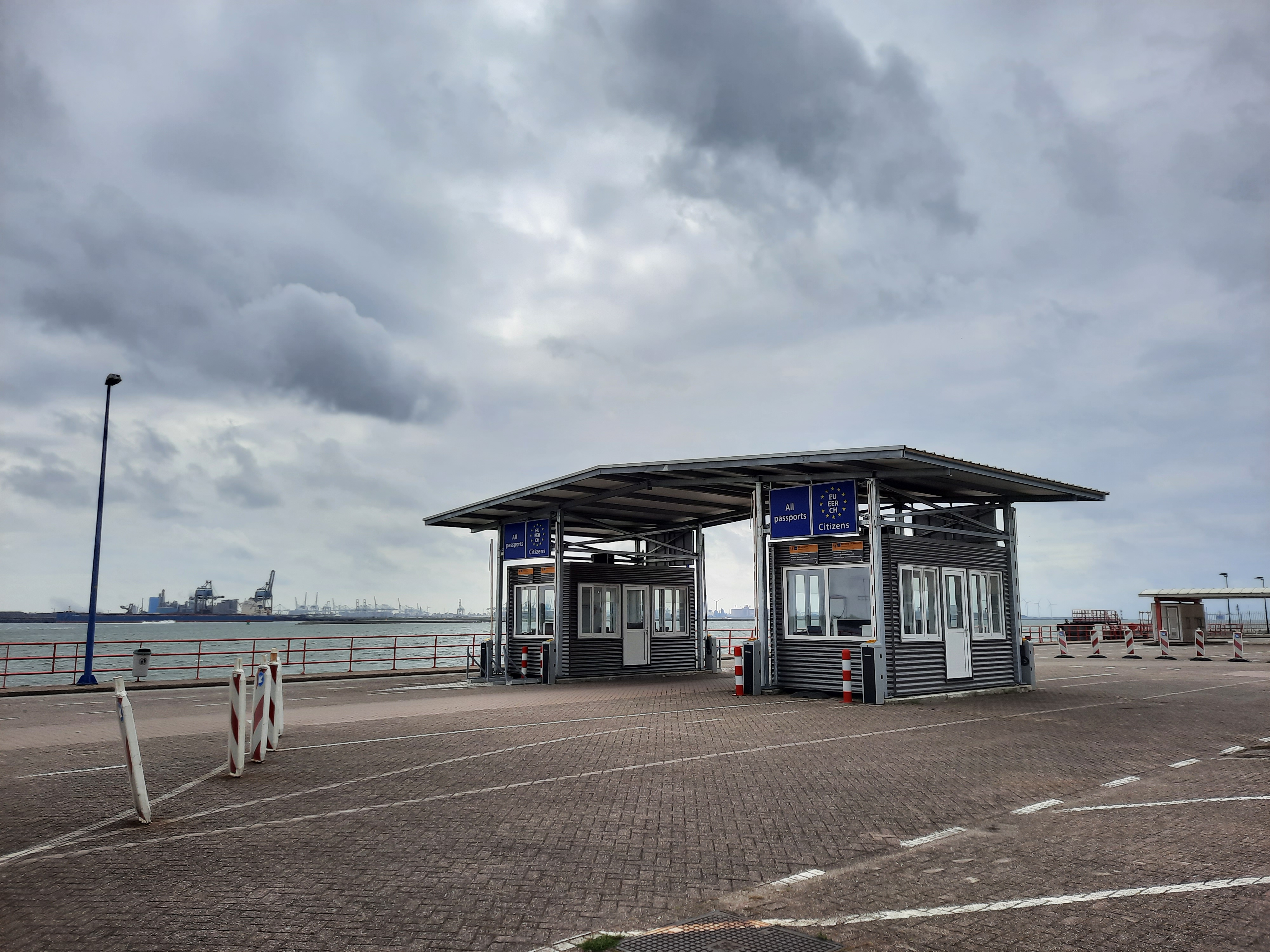
Sinds Brexit moet men bij Hoek van Holland door een douanepost, voordat men op de veerboot mag

### Migratie
In het jaar na het referendum zouden ongeveer 17.000 Britten hebben getracht een ander staatsburgerschap te verwerven, terwijl ook vele bedrijven zich elders vestigden. Voor deze uittocht uit het Verenigd Koninkrijk werd de term Brexodus bedacht (van exodus, uittocht) en voor zowel Britse als niet-Britse inwoners die vooruitlopend op de brexit hun heenkomen reeds in het buitenland zochten Brexiles (van exile= banneling). In de berichten werd een aantal van 100.000 personen vermeld.
Een plan om de vrijheid van immigratie voor EU-onderdanen al op 1 november 2021 af te schaffen in het geval het no-dealscenario zich zou voordoen, ging niet door in verband met verwachte juridische problemen.

### Economie
Medio 2022, zes jaar na het referendum en tweeënhalf jaar na de uittreding uit de EU, waren de economische gevolgen van Brexit nog moeilijk in te schatten. Dat kwam onder meer door de coronacrisis en de Russische invasie van Oekraïne, die samen met Brexit de Britse economie in een negatieve spiraal hadden gebracht. Wel was duidelijk dat het VK, meer dan de EU-landen en meer dan de andere G7-landen, te lijden had van hoge inflatie (9,1% in juni 2022), personeelstekorten in vele sectoren en een reeks grootschalige stakingen, die deed denken aan de Winter of Discontent (1978/79) en de mijnwerkersstakingen (1984/85). Het Britse pond is sinds het referendum ongeveer 10% minder waard geworden, wat echter niet heeft geleid tot meer export. Volgens het Britse Office for Budget Responsibility (OBR)  daalde de export naar Europa tussen 2019 en eind 2021 met 9%; de import uit Europa lag 18% lager. De export naar de rest van de wereld bleef min of meer gelijk; daarentegen werd er 10% meer ingevoerd vanuit de rest van de wereld. Sinds het referendum zijn de bedrijfsinvesteringen in het VK gedaald met 8,4%. Ter vergelijking: in de VS namen deze in dezelfde periode met 23% toe; in Frankrijk en Italië lag de toename rond de 20%. Volgens een prognose van het OBR is de Britse economie op de lange termijn 4% slechter af dan wanneer het land in de EU was gebleven (jaarlijks circa £100 miljard, waarvan £40 miljard aan belastingopbrengsten).

### Publieke opinie
Eind 2020, kort voordat de feitelijke uittreding een feit was, zei 39 procent van de ondervraagde Britten in een peiling van YouGov dat de keuze voor Brexit een goede beslissing was geweest, 49 procent sprak van een verkeerde beslissing.
Premier Johnson en het imago van de Brexit kregen begin 2021 een opsteker, toen de Britten vooropliepen in de wereldwijde vaccinatiecampagne tegen het coronavirus. In december 2020 was Groot-Brittannië als eerste Westerse land begonnen met het vaccineren van de bevolking op basis van een voorlopige toelating van het Astra-Zeneca vaccin van eigen bodem. In feite hadden alle Europese landen eigenhandig tot goedkeuring en het opstarten van vaccinaties kunnen overgaan, maar de EU-lidstaten besloten gezamenlijk te wachten op een oordeel over de vaccins door het Europees Geneesmiddelenbureau (EMA). De Britten deden dat niet. Volgens de Britse minister van Volksgezondheid Nadine Dorries speelde de verandering in regelgeving als gevolg van Brexit wel een belangrijke rol in de snelle besluitvorming.
Een gemiddelde van zes peilingen uitgevoerd in 2024 en 2025 laat zien dat bijna	 60% van de kiezers vindt dat Brexit een verkeerde beslissing was. Bijna geen enkele kiezer wil echter op korte termijn terugkeren naar de EU en respecteert de democratisch genomen beslissing. Zelf de Liberal Democrats, een pro-Europese partij, willen voorlopig geen campagne voeren voor een terugkeer naar de EU.